# یواس‌اس آر-۲۵ (اس‌اس-۱۰۲)
یواس‌اس آر-۲۵ (اس‌اس-۱۰۲) (به انگلیسی: USS R-25 (SS-102)) یک زیردریایی بود که طول آن ۱۷۵ فوت (۵۳ متر) بود. این زیردریایی در سال ۱۹۱۹ ساخته شد.